# Lara
Lara er en af Venezuelas 23 delstater (estados). Dens hovedstad hedder Barquisimeto.
Delstaten er underinddelt i 9 kommuner (municipios) og 58 sogn (parroquias).

## Historie
Delstaten har været på den nuværende form siden 1909. Tidligere har der været en del ændringer i den territoriale inddeling af Venezuela generelt, og dette har også gjaldt for denne delstat.

## Demografi
Befolkningstallet er næsten fordoblet siden 1981 og ca. halvdelen bor i delstatens hovedstad.
|             | 1981    | 1990      | 2001      | 2005      |
| Total indb. | 945.064 | 1.193.161 | 1.556.415 | 1.751.625 |

10°04′N 69°52′V / 10.07°N 69.86°V